# Липснис, Виктор Янович
Виктор Янович Липснис (6 декабря 1933, Нежин, Черниговская область — 25 сентября 1997, Киев) — советский легкоатлет, специалист по толканию ядра. Выступал за сборную СССР по лёгкой атлетике в 1957—1965 годах, двукратный серебряный призёр чемпионатов Европы, чемпион Универсиады, многократный победитель и призёр первенств всесоюзного значения, бывший всесоюзный рекордсмен, участник двух летних Олимпийских игр. Мастер спорта СССР. Тренер по лёгкой атлетике, спорторганизатор.

## Биография
Родился 6 декабря 1933 года в городе Нежине Черниговской области Украинской ССР.
Занимался лёгкой атлетикой в Ленинграде, где в 1961 году окончил школу тренеров при Государственном институте физической культуры имени П. Ф. Лесгафта. Состоял в ленинградских добровольных спортивных обществах «Спартак» (1958—1960) и «Буревестник» (1960—1962). С 1963 года — член Спортивного клуба армии (Киев). Был подопечным тренеров П. С. Нижегородова и Л. А. Митропольского.
Впервые заявил о себе на всесоюзном уровне в сезоне 1957 года, когда в толкании ядра выиграл бронзовую медаль на чемпионате СССР в Москве.
В 1958 году стал серебряным призёром на чемпионате СССР в Таллине и на чемпионате Европы в Стокгольме, выполнил норматив мастера спорта.
В 1959 году взял бронзу на чемпионате страны в рамках II летней Спартакиады народов СССР в Москве.
В 1960 году одержал победу на чемпионате СССР в Москве и благодаря этой победе удостоился права защищать честь страны на летних Олимпийских играх в Риме — в финале толкания ядра показал результат 17,90 метра, расположившись в итоговом протоколе соревнований на четвёртой строке.
В 1961 году был лучшим на чемпионате СССР в Тбилиси и на Универсиаде в Софии.
В 1962 году занял второе место в матчевой встрече со сборной США в Стэнфорде, победил на чемпионате СССР в Москве, получил серебро на чемпионате Европы в Белграде.
В 1963 году выиграл бронзовую медаль на чемпионате страны в рамках III летней Спартакиады народов СССР в Москве.
В 1964 году с всесоюзным рекордом 19,35 стал вторым в матчевой встрече со сборной США в Лос-Анджелесе. Принимал участие в Олимпийских играх в Токио, где с результатом 18,11 закрыл десятку сильнейших.
После завершения спортивной карьеры в 1967 году окончил Киевский государственный институт физической культуры и затем работал тренером по лёгкой атлетике. Занимался подготовкой спортсменов добровольного спортивного общества «Авангард» в Киеве, занимал должность старшего тренера сборной Украинской ССР.
Умер 25 сентября 1997 года в Киеве в возрасте 63 лет. Похоронен на киевском Байковом кладбище.

## Награды
- Медаль «За трудовое отличие» (16.09.1960) — за успешные выступления в XVII летних и VIII зимних Олимпийских играх 1960 года, а также за выдающиеся спортивные достижения[4]